# دژ بهمن
دژ بهمن (بهمن‌دژ) در شاهنامه دژ استوار و سربرکشیده و طلسم‌شدهٔ بد دینان و بتکدهٔ آنان بر کنار دریاچه چیچست بود که کی‌خسرو آن را گشود. زمانی که کیخسرو از توران به ایران آورده شد گودرز او را مناسب برای جانشینی کیکاووس می‌دید امّا طوس فریبرز را مناسب جانشینی می‌پنداشت. اختلاف بزرگان ایران در این باره بدون حضور بزرگان زابل نظیر زال و رستم که عادت نداشتند در مسائل جزئی مداخله نمایند، صورت می‌گرفت.

## معجزه کیخسرو

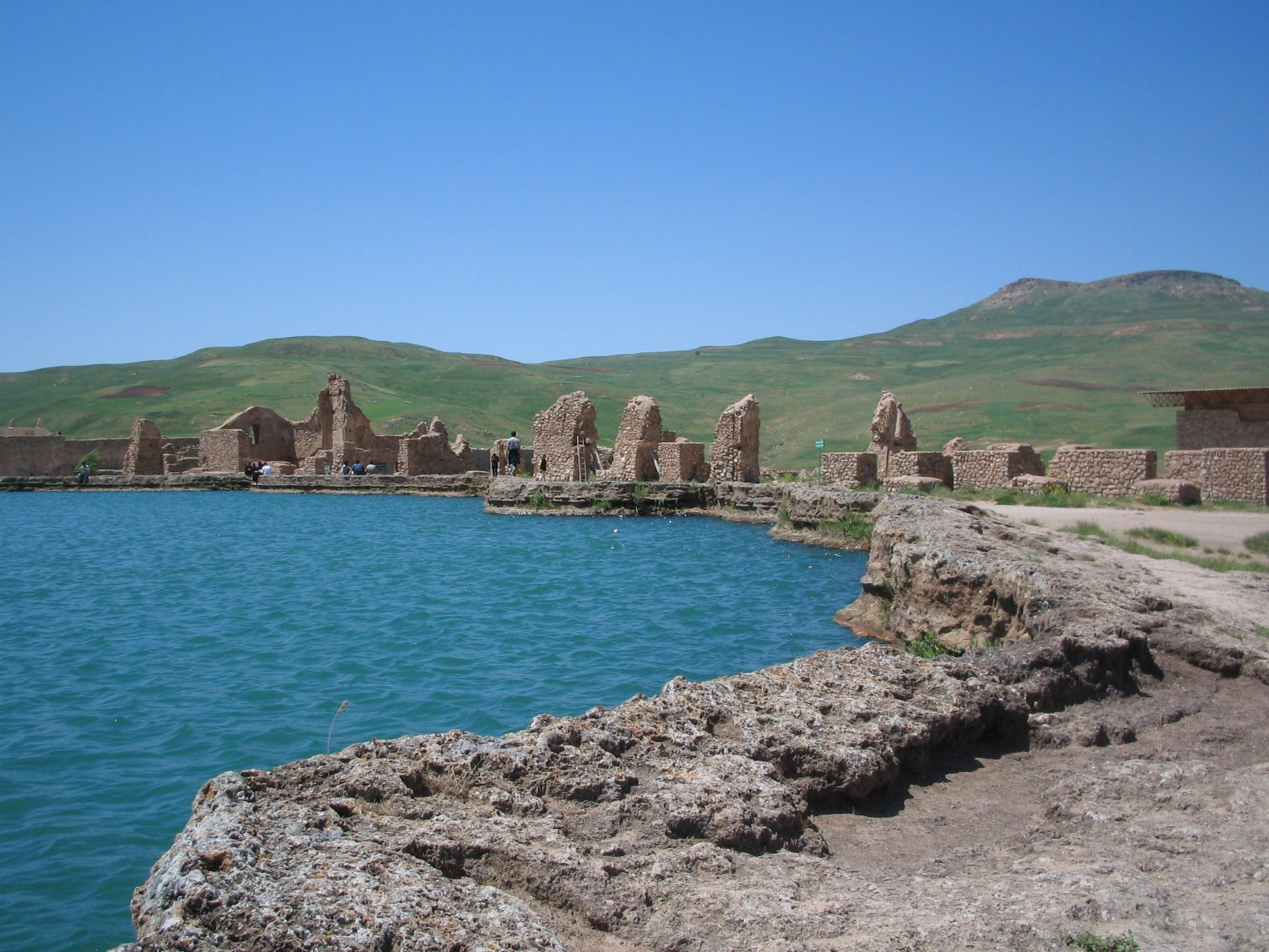
ویرانه‌های آذرگشسپ و دریاچه چیچست

شورایی متشکل از کیکاووس، گودرز و طوس تشکیل شد و پادشاه طرحی افکند تا هر یک از دو تن یعنی فریبرز یا کیخسرو موفق به انجام آن شدند شاه آینده کشور شوند. طرح پادشاه این بود که هر کس موفق به تصرّف دژ بهمن گشت او شایسته‌تر است، این طرح از جانب طوس و گودرز پذیرفته شد. نخست طوس با فریبرز با لشکری گران به مرز بهمن‌دژ رفتند دژ را محاصره و یک هفته اطرافش را تفحص کردند ولی راه ورود به دژ را نیافته ناامید نزد کیکاووس برگشتند.
چون فریبرز دست خالی بازگشت اینک نوبت کیخسرو بود تا اوّلین شانس خود را در جنگ امتحان کند، او نیز همراه گودرز با لشکری گران عازم مرز شد و آنجا را محاصره نمود. کیخسرو نویسنده‌ای خواست و نامه‌ای (تعویذ) به زبان پهلوی نوشت بر سر نیزه آویخت و نیزه را به گیو داد و گفت نام یزدان بر زبان جاری ساخته نیزه را به دژ اندازد. چون نیزه بر دیوار دژ دوخته شد ناگهان برقی زد رعدی برآمد جهان تاریک شد گردی سیاه از فروریختن دیوارها به آسمان بلند شد و کیخسرو همان دم اسبش را برانگیخت و فرمان تیرباران دژ را داد. در پی تیر باران جمع کثیری از دیوان هلاک شده سپس هوا دوباره روشن شد جماعتی از جادوان و دیوان اسیر گشتند کیخسرو همراه گودرز و لشکریان داخل شهر شدند:
| به دژ در شد آن شاه آزادگان  |  | ابا پیر گودرز کشوادگان          |
| یکی شهر دید اندر آن دژ فراخ |  | پر از باغ و میدان و ایوان و کاخ |
| بدانجای کان روشنی بردمید    |  | سر بارهٔ دژ بشد ناپدید           |
| بفرمود خسرو بدان جایگاه     |  | یکی گنبدی تا به ابر سیاه        |

به فرمان کیخسرو ایرانیان آنجا را ویران ساختند و جای آن آتشکده آذرگشسپ را ساختند. محوطه این آتشکده و دریاچه چیچست بر روی نقشه ایران مشخص است ولی گمان نمی‌رود جنگ کیخسرو در اینجا وقوع یافته باشد. 
این واقعه را غیر از شاهنامه هرودوت در کتابش آورده است.  او می‌گوید خشتریته کوشید تا سران اسکیت را بالکل نابود سازد بقایای اسکیت‌ها به آسیای صغیر لیدی گریختند و این باعث شد شش سال جنگ و ستیز میان خشتریته و آلیات پادشاه لیدی درگیر باشد. هنگام آخرین نبرد خورشید گرفت و دو طرف متخاصم کسوف را به منزلهٔ علامت و اخباری شمردند و پیمان صلح بستند. مرز دو کشور امتداد رود هالیس معین شد. 
نکته اشتراک نبرد هالیس و تخریب بهمن‌دژ، خورشید گرفتگی در اثنای جنگ است که شاهنامه و هرودوت هر یک به زعم خویش گزارش کرده‌اند.

## سمیرم
دژ بهمن در حوالی روستای قلعه‌سنگی سمیرم، محل دیده‌بانی در مسیر رفت‌وآمد کاروان‌های بخش مرکزی در ایران باستان بوده است.